# HD 204904
HD 204904，又名CP-79 1158，SAO 257942、HR 8234，是一颗恒星，视星等为6.18，位于銀經312.39，銀緯-33.86，其B1900.0坐标为赤經21h 26m 27.1s，赤緯-79° -33.86′ 16″。